# La Torcacita

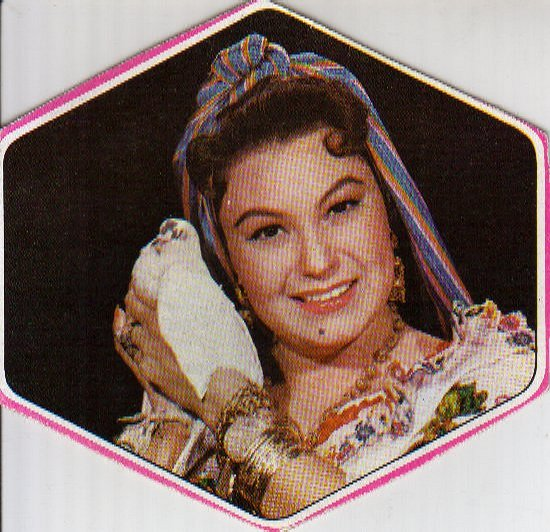
La Torcacita

La Torcacita, eigentlich Matilde Sánchez Elías (* 24. März 1924 in Tequila, Jalisco; † 1. November 1988 in Mexiko-Stadt) war eine mexikanische Sängerin und Schauspielerin.

## Leben
Die 1,65 Meter große Matilde Sánchez wirkte erstmals 1943 in einem Spielfilm mit; auch wenn es nur eine unbedeutend kleine Nebenrolle in einem Westerndrama an der Seite ihres Landsmannes Pedro Infante war. 1947 sang sie das gleichnamige Titellied des Films Yo vendo unos ojos negros, ohne in diesem mitzuspielen.
Ihre schauspielerische Laufbahn nahm erst in den 1950er-Jahren an Fahrt auf, wenngleich ihr eine Hauptrolle stets versagt blieb und sie 1959 in dem Kriminaldrama México nunca duerme letztmals vor der Kamera stand.
Zu ihren bekanntesten Liedern zählen unter anderem Aires del Mayab, El toro relajo und Tú, solo tú, das später auch von etlichen anderen bekannten mexikanischen Künstlern aufgenommen wurde.

## Filmografie (Auswahl)
- 1943: Cuando habla el corazón
- 1946: Por un amor
- 1953: El mensaje de la muerte
- 1953: El misterio del carro express
- 1953: La segunda mujer
- 1954: Cuidado con el amor
- 1956: Historia de un amor
- 1957: Cien muchachos (Musikalische Komödie)
- 1959: México nunca duerme (Kriminaldrama)